# Курінька
Курі́нька — село в Україні, у Пирятинській міській громаді Лубенського району Полтавської області. Населення (за переписом 2001 року) становило 342 особи. Село Курінька було центром Куріньківської сільської ради, якій підпорядковувались також села Скибенці та Нетратівка.

## Географія
Село Курінька знаходиться на лівому березі річки Удай, на відстані 33 км від колишнього районного центру, за 18 км від залізничної станції Пирятин та за 5 км від автотраси Пирятин-Шостка. Вище за течією на відстані 1 км розташоване село Нетратівка. Невелика частина села (Червонобережжя) розташована на правому березі річки Удай в невеликому лісовому масиві (сосна, дуб). Річка в цьому місці звивиста, утворює лимани, стариці та заболочені озера.

## Історія
Назва села походить під від однойменної річки — притоки Удая. Перша згадка про річку Курінька датується 1498 роком, коли було здійснено поділ земель братів Глинських.
СҌверь-Сулская, и речка Сула съ верху и до устья, а Григорыю меншому досталося СҌвер Глинщина, и в ВорсклҌ… а на рҌчке Удой СҌвер и городище Полствинъ и рҌчка Куренка"
Перші достеменні писемні відомості про Куріньку датується 1618 роком. У 1628 році в населеному пункті було 5 димів і 10 городників.
Вже в 1647 р. в Куріньці було 346 «димів» і 24 млинарських колеса.
З початком Хмельниччини виникає Курінська сотня (граматика — тодішня), яка існувала в 1648—1661 і 1757—1781 рр. Згідно Зборівського реєстру 1649 р., Курінська сотня нараховувала 81 козака.
Відомо, що в 1666 році в містечку було 47 дворів посполитих. На ріці Удай стояло 6 млинів, власниками яких були: Сава Малютин, Артем Купченко, Онуфрій Шкурат, Степан Фесишин, Богдан Малютин і Матвій Папуга.
В ряду видатних людей села сотники Курінківської козацької сотні, без сумніву, посідають чільне місце: Тиміш (1649 р.), Іван Страховський (1763 р.). У середині XVIII ст. сотенна канцелярія мала власну печатку з гербом: рука з мечем, під якою — серце, а з боків — півмісяць і зірка.
У XIX ст. Курінька мала офіційний статус містечка Лохвицького повіту Полтавської губернії. Станом на 1863 р. містечко мало 314 дворів з населенням 1788 осіб, парафіяльну церкву і гуральню.
Під час організованого радянською владою Голодомору 1932—1933 років померло щонайменше 255 жителів села.
12 червня 2020 року, відповідно до розпорядження Кабінету Міністрів України № 721-р «Про визначення адміністративних центрів та затвердження територій територіальних громад Полтавської області», село увійшло до складу Пирятинської міської громади.
19 липня 2020 року, в результаті адміністративно - територіальної реформи та ліквідації Пирятинського району, село увійшло до складу новоутвореного Лубенського району.

## Населення

### Мова
Розподіл населення за рідною мовою за даними :

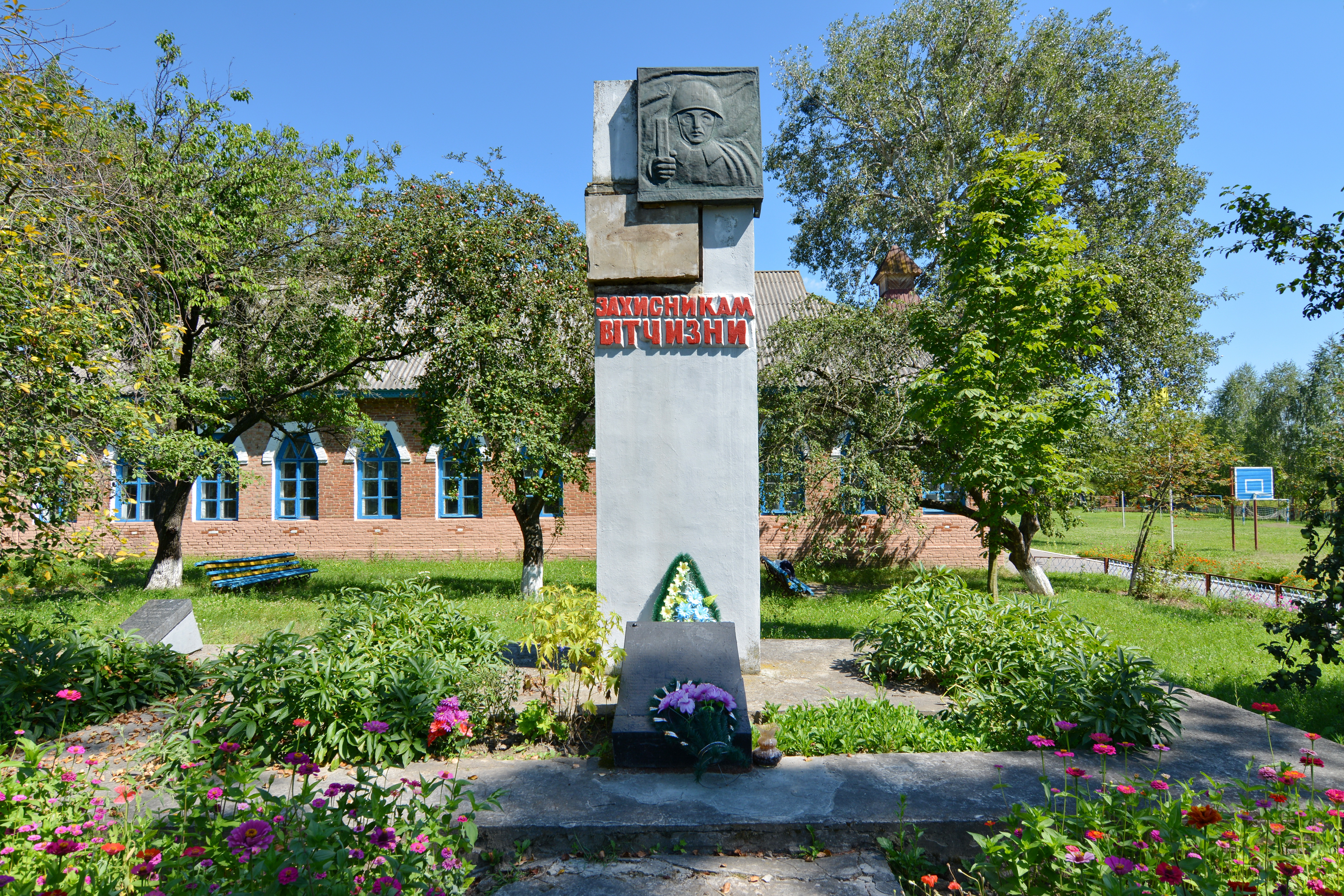
Братська могила радянських воїні та пам'ятний знак полеглим воїнам-землякам

| Мова            | Кількість | Відсоток |
| --------------- | --------- | -------- |
| українська      | 328       | 95.91%   |
| російська       | 13        | 3.80%    |
| інші/не вказали | 1         | 0.29%    |
| Усього          | 342       | 100%     |

## Пам'ятки
За 3 км від Куріньки, на правому березі Удаю, розташований ландшафтний заказник «Червонобережжя» (площа 805 га, заснований 1990 року).

## Сучасність
Соціально-економічні негаразди 90-х років XX та фінансова криза початку XXI століття завдали чималої шкоди селу. Так, якщо у 1984 році в Куріньці було 229 дворів (451 житель), то у 2009 році їх лишилось лише 106 дворів (188 постійних жителів).
У 2011 році в Куріньці працює загальноосвітня школа І-ІІ ступенів (37 учнів). Також працюють ФАП, бібліотека (понад 10 тис. томів), відділення зв'язку, приватний магазин. Єдиним підприємством на території сільської ради є сільськогосподарське ТОВ «Повстинагроальянс», що обробляє понад 4 тис. га земельних угідь.

## Світлини села

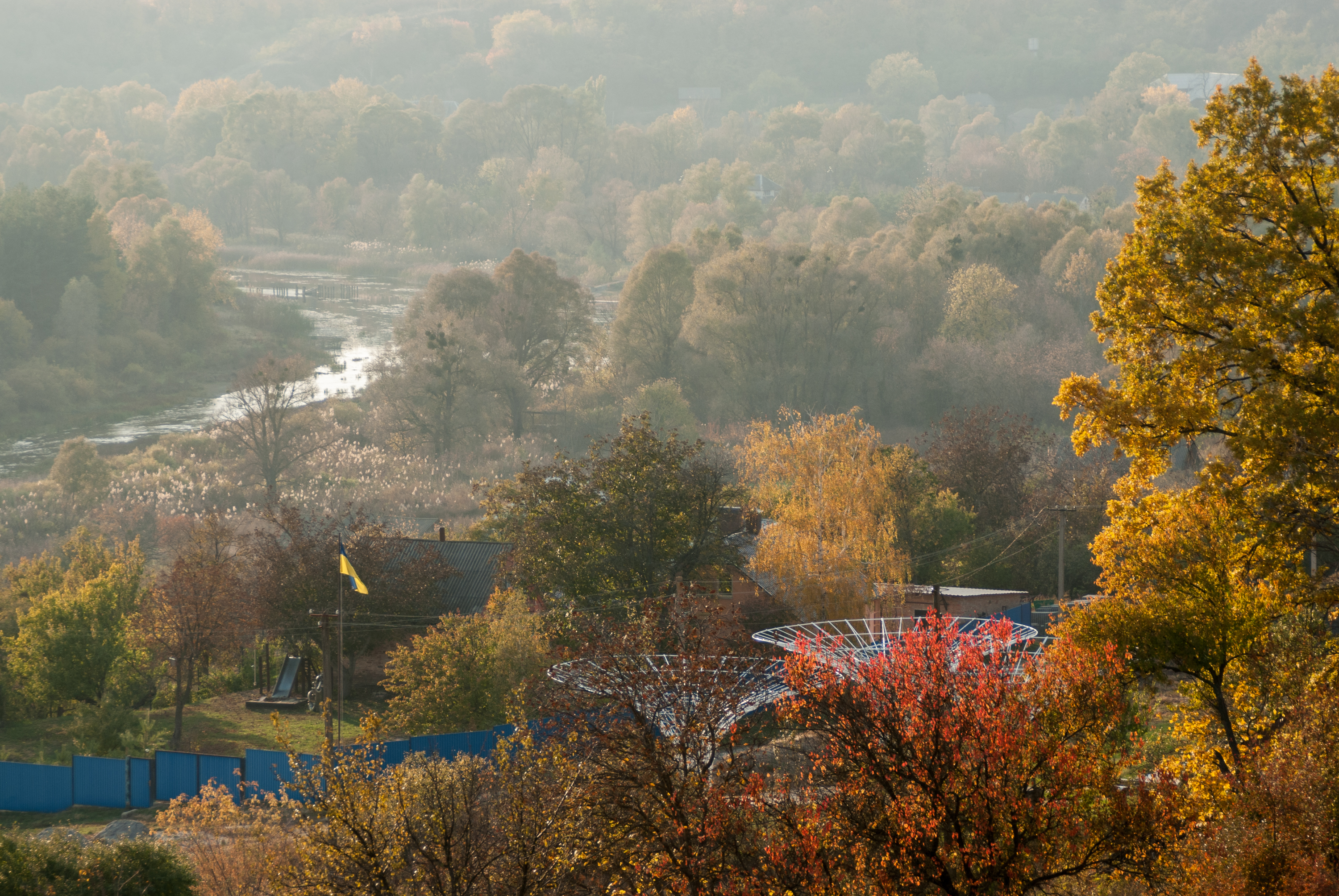
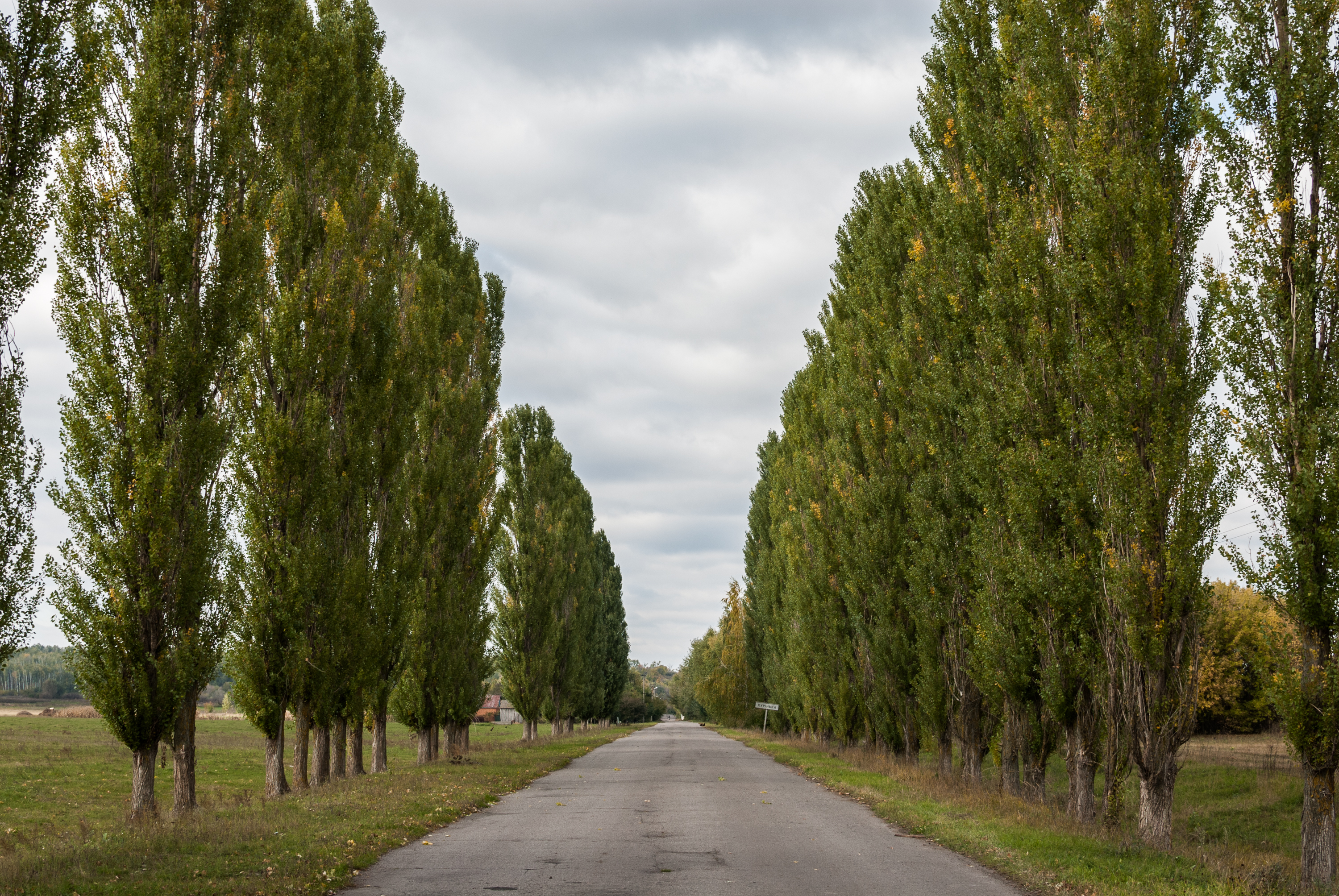
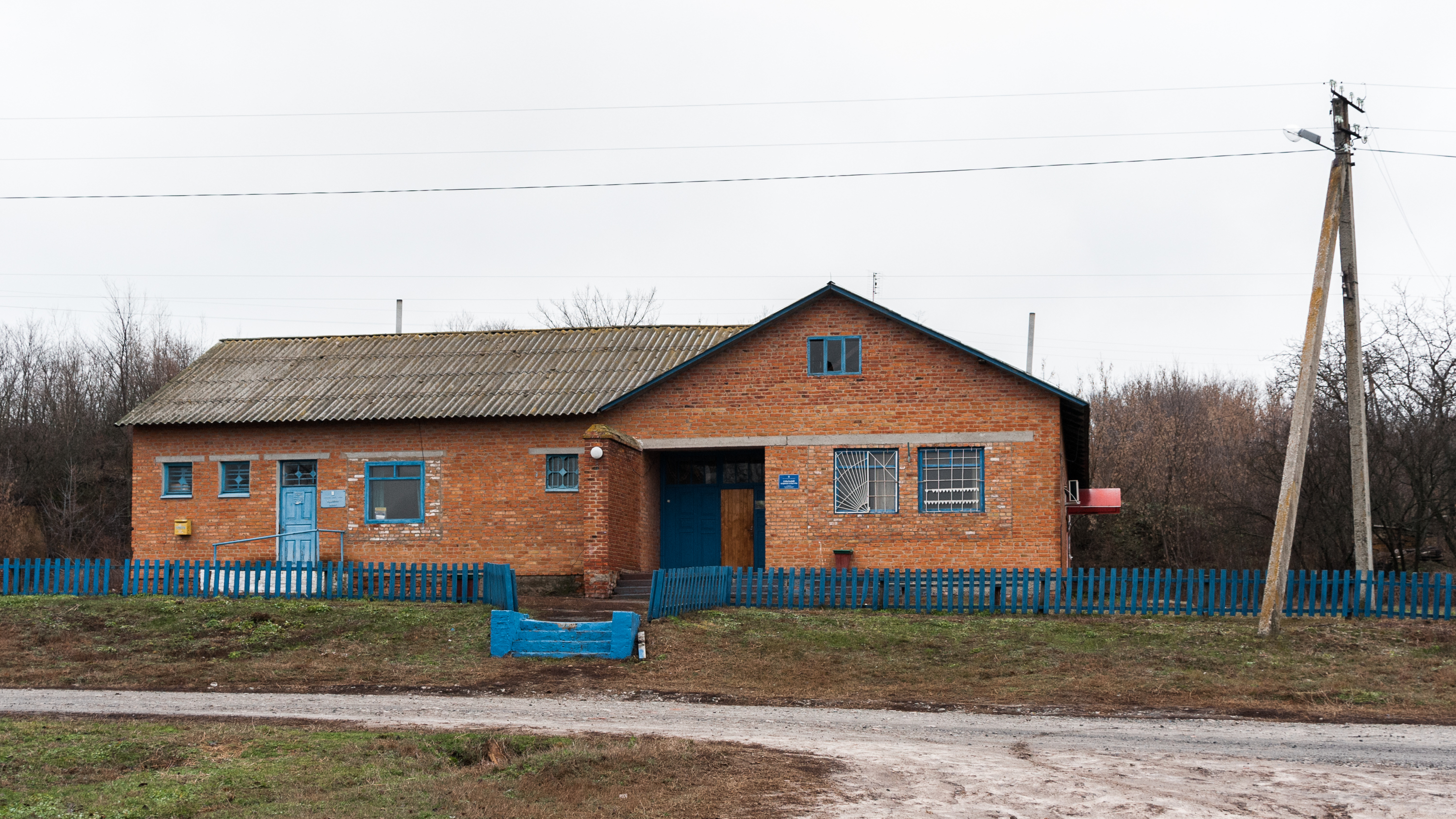
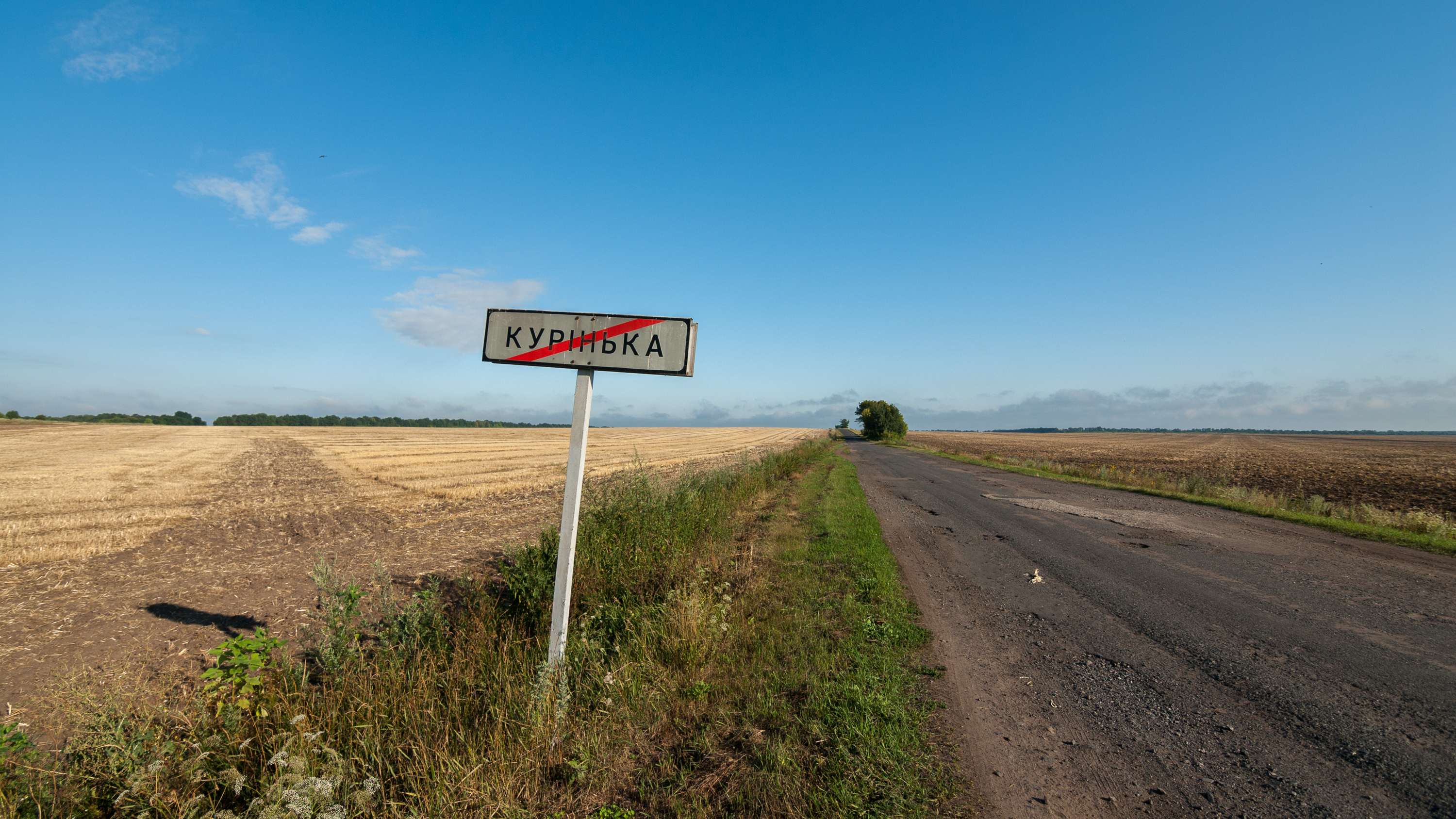
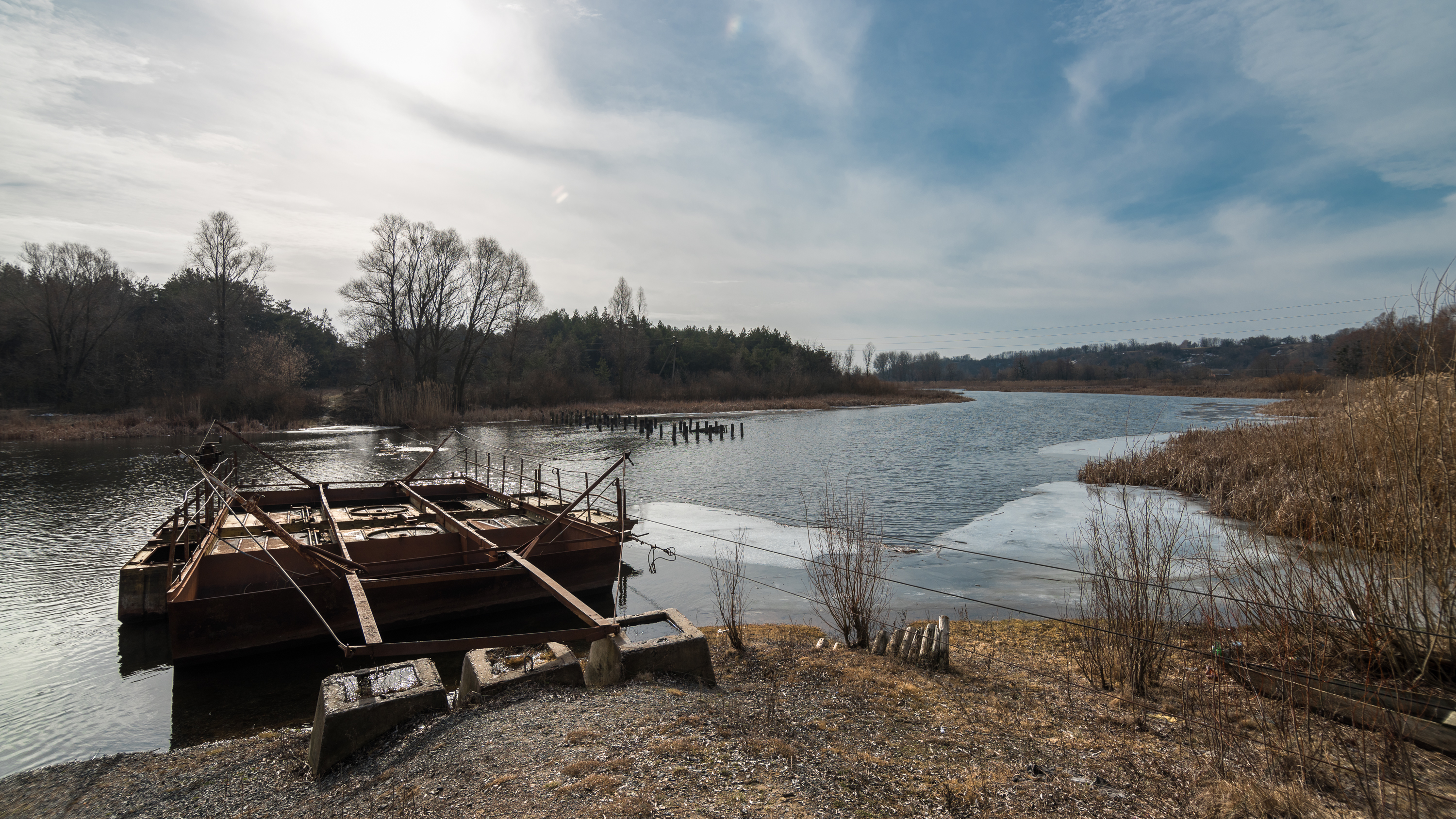
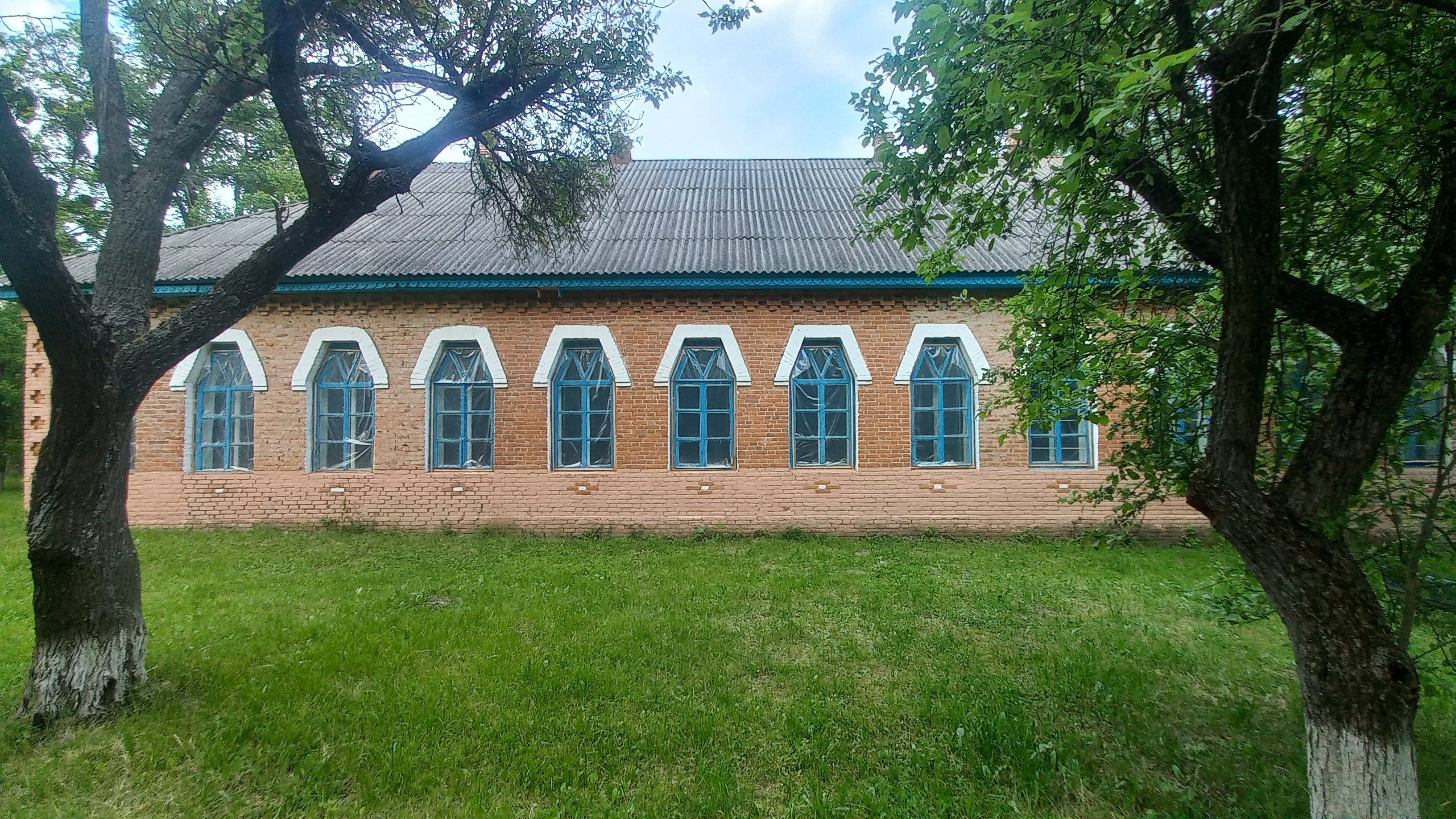
Земська трикомплектна школа Курінька 2024
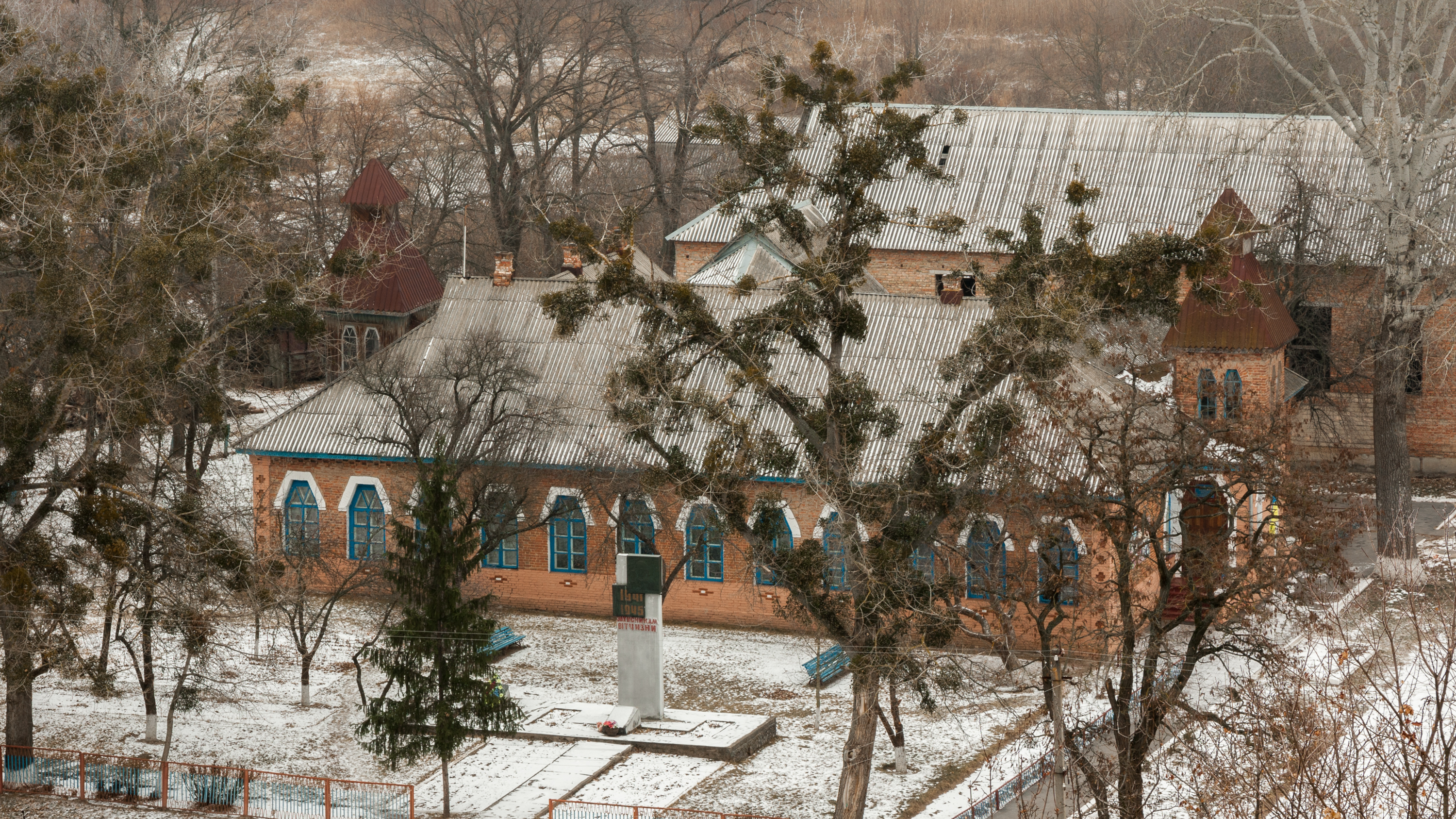
Земська трикомплектна школа Курінька 2014
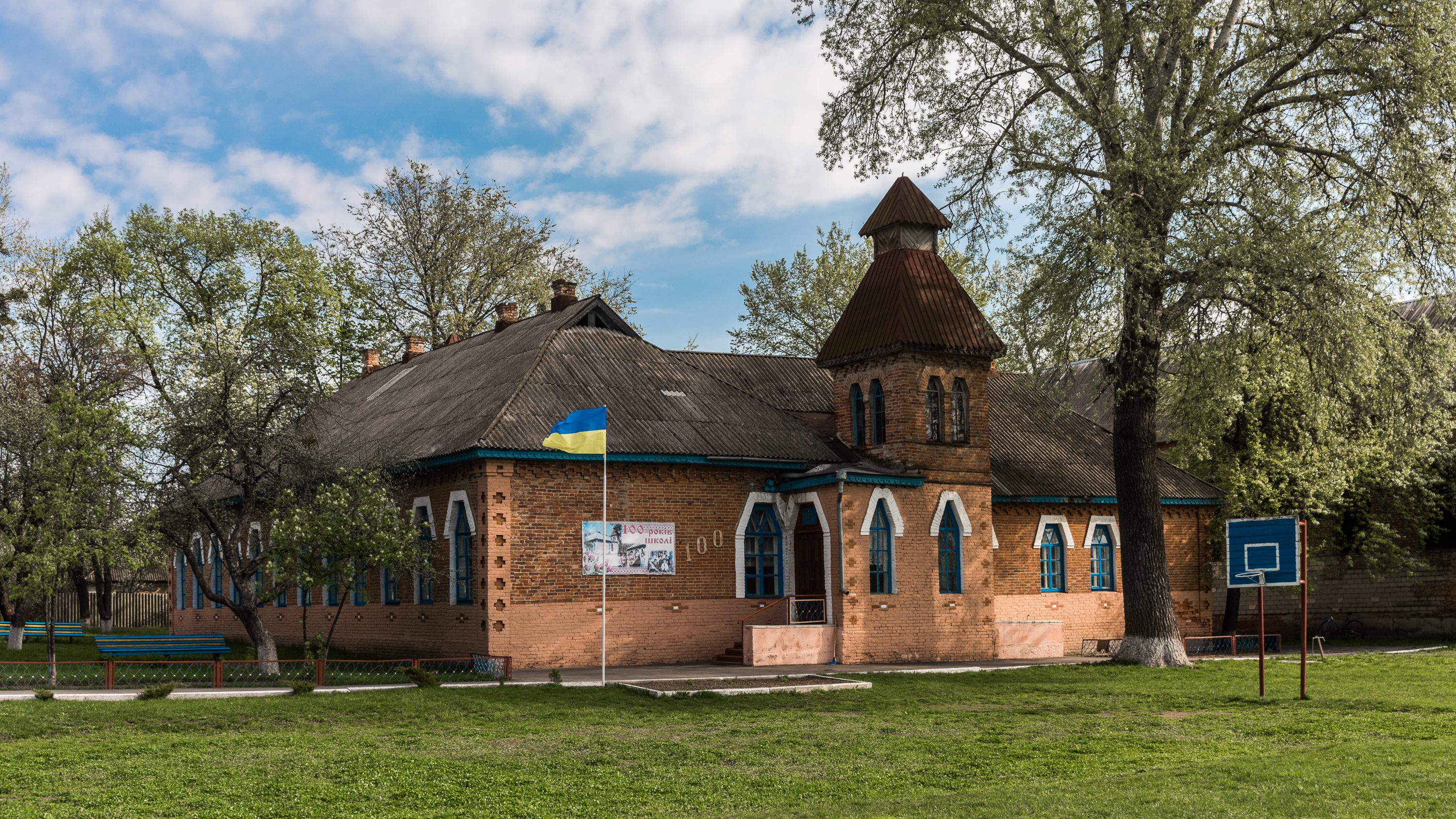
Земська трикомплектна школа Курінька 2016